# Coral Springs
Coral Springs – miasto w Stanach Zjednoczonych, w stanie Floryda. Według spisu w 2020 roku liczy 134,4 tys. mieszkańców i jest piętnastym co do wielkości miastem w stanie. Należy do obszaru metropolitalnego Miami.

## Klimat
Temperatura w kolejnych miesiącach roku (w °C):
| Miesiąc                | I    | II   | III  | IV   | V     | VI    | VII   | VIII  | IX    | X     | XI    | XII  |
| ---------------------- | ---- | ---- | ---- | ---- | ----- | ----- | ----- | ----- | ----- | ----- | ----- | ---- |
| Maksymalna temperatura | 24   | 25   | 27   | 28   | 31    | 32    | 33    | 33    | 33    | 31    | 28    | 26   |
| Minimalna temperatura  | 14   | 14   | 17   | 19   | 22    | 23    | 24    | 24    | 23    | 22    | 19    | 16   |
| Suma opadów mm         | 70,6 | 70,1 | 76,2 | 86,4 | 145,5 | 185,7 | 150,9 | 175,5 | 178,1 | 145,5 | 107,7 | 62,5 |

## Demografia
Według danych pięcioletnich z 2020 roku, 60,7% mieszkańców stanowiła ludność biała (40,5%, nie licząc Latynosów), 22,9% to czarnoskórzy Amerykanie lub Afroamerykanie, 7,9% miało rasę mieszaną, 5,2% to Azjaci, 0,24% to rdzenna ludność Ameryki, 0,04% to Hawajczycy i mieszkańcy innych wysp Pacyfiku. Latynosi stanowią 28,2% ludności miasta.
Poza osobami pochodzenia afroamerykańskiego, do największych grup należą osoby pochodzenia włoskiego (9,1%), niemieckiego (6,7%), irlandzkiego (6,7%), jamajskiego (6%), portorykańskiego (6%), haitańskiego (5,7%), kolumbijskiego (5,2%), „amerykańskiego” (4,8%), angielskiego (4%) i polskiego (3%).

## Urodzeni w Coral Springs
- Justine Landi – amerykańska siatkarka

## Miasta partnerskie
- Paraíso, Kostaryka